# Hans-Jürgen Hafner
Hans-Jürgen Hafner (* 1972 in Freystadt) ist ein deutscher Kunstkritiker und Kurator.

## Leben
Hans-Jürgen Hafner arbeitet seit 2000 freiberuflich als Autor, Kunst- und Musikkritiker und ist seit 2004 als Kurator tätig.  
Er veröffentlichte unter anderem in den Kunstzeitschriften Camera Austria, Spike Art Quarterly, Texte zur Kunst. Seit 2004 organisiert er Ausstellungen zeitgenössischer Kunst und hat unter anderem beim kunstbunker forum für zeitgenössische Kunst, Nürnberg, dem Brandenburgischen Kunstverein in Potsdam und für die Berliner Kunstmesse Art Forum zumeist thematische Ausstellungen gezeigt. Zusammen mit dem Journalisten und Autor Kito Nedo befasst sich Hafner mit kulturpolitischen Themen. Zusammen mit den Kunsthistorikern Wolfgang Brauneis und Thorsten Schneider sowie dem Künstler Philipp Höning wirkt Hafner an der unabhängigen Recherche- und Publikationsplattform Institut für Betrachtung (IFB) mit.  
Von 2011 bis 2016 war Hafner Direktor des Kunstvereins für die Rheinlande und Westfalen. Er zeigte dort Ausstellungen unter anderem mit Tim Berresheim, dem Erfinder der concept art Henry Flynt, Charlotte Prodger, Josephine Pryde, Rosa Sijben, Dominik Sittig, Walter Swennen und Stefan Wissel. Ein Schwerpunkt in seiner publizistischen und kuratorischen Arbeit sind Themen mit Bezug zur Malerei und der Malereigeschichte. Im Kunstverein für die Rheinlande und Westfalen präsentierte er 2014 die Einzelausstellung Doktor Morgen neue Sorgen borgen des Berliner Künstlers und Kunstkritikers Gunter Reski, mit dem zusammen er bereits 2012 die Ausstellung The Happy Fainting of Painting in der Berliner Galerie Zwinger realisiert hatte. Unter demselben Titel erschien 2014 ein von Hafner und Reski gemeinsam herausgegebener Sammelband als „Bestandsaufnahme zur aktuellen Lage der Malerei“ und speziell ihrer Diskurse im Verlag der Buchhandlung Walther König, Köln.
Wieder zusammen mit Gunter Reski kuratierte Hafner 2019 die Gruppenausstellung Die Zukunft der SPD in der Berliner Galerie Zwinger, gefolgt von einer zweiten Ausgabe der Schau Die Zukunft der SPD #2 im Ausstellungsraum von Provinz Editionen, Bochum im Jahr der Bundestagswahl 2021 sowie Die Zukunft der SPD #3 24.03 - 09.04.2023 in Nürnberg.  Nachdem die erfolgreiche Berliner Ausstellung u. a. in der Frankfurter Allgemeine Zeitung, der Süddeutschen Zeitung, der taz, im Freitag, in der Onlineausgabe der Zeitschrift Monopol sowie in den Frankfurter Heften besprochen worden war, blieb das mediale Eche auf die Bochumer Ausgabe der Schau mit fünfunddreißig teilnehmenden Künstlerinnen und Künstlern weitestgehend aus. Allerdings ging am 26. September 2021, dem Tag der Finissage und zugleich der Bundestagswahl, die SPD als Wahlgewinnerin hervor.  
Im Mai 2020 kuratierte Hafner während des ersten, Pandemie-bedingten Lockdowns im öffentlichen Raum der Stadt Nürnberg die Ausstellung Kunstbunker Nürnberg der Düsseldorfer Künstlerin Katharina Sieverding. Die Ausstellung fand während der dreiwöchigen Laufzeit auf öffentlich zugänglichen Großplakatflächen im gesamten Stadtgebiet Nürnbergs statt.  

## Trivia
In dem Kurzfilm Entropie (AT, 2012) der Künstler Michael Franz und Nadim Vardag ist Hafner als Darsteller zu sehen. Er wirkte auch an dem dokumentaristischen Experimentalfilm Single, einem gemeinsamen Projekt des Düsseldorfer Künstlers Alex Wissel und dem Regisseur Jan Bonny, mit.

## Veröffentlichungen
- Kontur und Kontext, in: Wolfgang Brauneis (Hrsg.): Claudia Kugler. Scroll, Wuppertal (IFB Publikationen) 2022, S. 152ff.
- Mal schauen, in: Karola Kraus (Hrsg.): Heimo Zobernig (Kat.) mumok Wien, Köln (Verlag der Buchhandlung Walther und Franz König), 2021, S. 27ff
- Fotografie und Künstlerin, in: Kunst- und Ausstellungshalle der Bundesrepublik Deutschland GmbH (Hrsg.): Katharina Sieverding. Kunst und Kapital, München (Hirmer) 2017, S. 29ff
- Bad Painting, in: Hubertus Butin (Hrsg.): Begriffslexikon zur zeitgenössischen Kunst, Köln (Snoeck) 2014, S. 40ff
- Kapital(istisch)e Kaperfahrten, in: Gunter Reski, Marcus Weber (Hrsg.): Captain Pamphile. Ein Bildroman in Stücken (Kat.), Jet, Berlin, Städtische Galerie Waldkraiburg, Sammlung Falckenberg, Hamburg, Hamburg (Philo Fine Arts) 2011, S. 20ff